# 冯子直
冯子直（1935年11月1日—2015年7月9日），陕西礼泉人，中华人民共和国政治人物。

## 生平
1953年，加入中国共产党。1951年，供职于陕西省咸阳专区干部学校。1953年任职于中共中央西北局办公厅秘书处文书科、档案科工作，后任国家档案局业务处干事、局办公室局长业务秘书。1966年，供职于国家档案局办公室。1974年，任国家体委《体育报》理论评论部编辑、记者，华北经济协作区筹备组研究室干事。1977年，调回国家体委《体育报》工作。1979年6月，任国家档案局办公室主任、副局长、常务副局长。1988年11月，任国家档案局局长。2015年去世。